# Ptilocichla
Ptilocichla – rodzaj ptaków z rodziny dżunglaków (Pellorneidae).

## Występowanie
Rodzaj obejmuje gatunki występujące na Borneo i Filipinach.

## Morfologia
Długość ciała 13–20 cm, masa ciała 26–42 g.

## Systematyka

### Etymologia
Greckie πτιλον ptilon – „pióro”; κιχλη kikhlē – „drozd”.

### Podział systematyczny
Do rodzaju należą następujące gatunki:
- Ptilocichla mindanensis (W. Blasius, 1890) – białopiórek brązowy
- Ptilocichla leucogrammica (Bonaparte, 1850) – białopiórek kasztanowaty
- Ptilocichla falcata Sharpe, 1877 – białopiórek rdzawogłowy